# Letonia en los Juegos Europeos de Cracovia 2023
Letonia participó en los Juegos Europeos de Cracovia 2023 con un equipo de 99 deportistas. Responsable del equipo nacional fue el Comité Olímpico Letón.

## Medallistas
El equipo de Letonia obtuvo las siguientes medallas:
| Nombre           | Deporte        | Competición |
| ---------------- | -------------- | ----------- |
| Oro              |                |             |
| Agate Caune      | Atletismo      | 5000 m F    |
| Līna Mūze        | Atletismo      | Jabalina F  |
| Equipo           | Baloncesto 3×3 | Torneo M    |
| Plata            |                |             |
| Edvards Gruzītis | Escalada       | Bloques M   |
| Dainis Upelnieks | Tiro           | Skeet M     |
| Bronce           |                |             |
| Roberts Akmens   | Piragüismo     | K1 200 m M  |
| Jolanta Tarvida  | Taekwondo      | –62 kg F    |